# Hợp pháp hóa
Hợp pháp hóa hoặc legalization là quá trình loại bỏ một lệnh cấm pháp lý đối với một cái gì đó hiện không hợp pháp. 
Hợp pháp hóa là một quá trình thường được áp dụng cho những gì được coi là, bởi những người làm việc hướng tới hợp pháp hóa, là tội phạm không nạn nhân, trong đó một ví dụ là tiêu thụ ma túy bất hợp pháp (xem hợp pháp hóa ma túy). 
Hợp pháp hóa nên được tương phản với phi hình sự hóa, loại bỏ các cáo buộc hình sự từ một hành động, nhưng vẫn giữ nguyên các luật và quy định liên quan (như dân sự/ hành chính). 
Những người ủng hộ chủ nghĩa tự do ủng hộ hợp pháp hóa những gì họ coi là tội phạm không có nạn nhân, như sử dụng ma túy và rượu giải trí, sở hữu súng và hợp pháp hóa mại dâm. 
Trong bối cảnh nhập cư, thuật ngữ "hợp pháp hóa" được sử dụng thông thường để chỉ một quá trình theo đó một người có mặt bất hợp pháp ở nước này có thể có được thường trú hợp pháp. Từ năm 1929, luật pháp Hoa Kỳ đã cung cấp thủ tục hợp pháp hóa được gọi là đăng ký, đơn giản chỉ yêu cầu người nộp đơn chứng minh rằng ông đã liên tục cư trú ở nước này kể từ trước một "ngày đăng ký" cụ thể (ban đầu, 1921; hiện tại, năm 1972), và không phải là không thể chấp nhận được trên các căn cứ khác (lịch sử tội phạm, v.v.). Một đề xuất hợp pháp hóa đã được thảo luận rộng rãi gần đây là Đạo luật DREAM.